# Oskar von Hindenburg
Oskar Wilhelm Robert Paul Ludwig Hellmuth von Beneckendorff und von Hindenburg (ur. 31 stycznia 1883 w Królewcu, zm. 12 lutego 1960 w Bad Harzburg) – niemiecki oficer w stopniu generała porucznika, syn prezydenta Republiki Weimarskiej Paula von Hindenburga.

## Życiorys
Oskar von Hindenburg urodził się 31 stycznia 1883 roku jako jedyny syn Paula von Hindenburga.

### Kariera wojskowa
Rozpoczął swoją karierę wojskową jako porucznik w 1903 roku. Brał udział w I wojnie światowej jako oficer sztabowy przy Dowództwie Armii i Sztabie 20. Dywizji Piechoty, osiągając stopień kapitana. Po wojnie został przyjęty do Reichswehry, a w 1922 roku został dowódcą kompanii w 16. pułku piechoty. Awansował do stopnia majora w 1923 roku.
W maju 1925 roku został adiutantem swojego ojca, prezydenta Rzeszy. W październiku tego samego roku został skierowany do sztabu Gruppenkommando 1. Awansował do stopnia podpułkownika w lutym 1929 roku, a na pułkownika w lutym 1932 roku. W sierpniu 1939 roku został mianowany dowódcą Korpusu Armijnego i dowódcą Okręgu Wojskowego I, a następnie (25 października 1939 roku) dowódcą 422 Dywizji do zadań specjalnych, która w marcu 1940 roku została przemianowana na 401 Dywizję do zadań specjalnych. W styczniu 1941 roku został mianowany dowódcą obozów jenieckich w I Okręgu Wojskowym (Prusy Wschodnie), a w kwietniu 1942 roku awansował do stopnia generała porucznika. Został przeniesiony do rezerwy w grudniu 1944 roku, a 28 lutego 1945 roku przeszedł w stan spoczynku.

### Wpływ na politykę
Jako adiutant swojego ojca, Oskar von Hindenburg stał się publicznie znany dzięki swojemu wpływowi na prezydenta Rzeszy, zwłaszcza w kontekście zniesienia mianowania Adolfa Hitlera na kanclerza w styczniu 1933 roku.

### Śmierć
Oskar von Hindenburg zmarł 12 lutego 1960 roku podczas pobytu w sanatorium w Bad Harzburgu z powodu zawału serca. Został pochowany na cmentarzu w Medingen, obok swojej żony Margarete i siostry Irmengard von Brockhusen.

## Odznaczenia
Odznaczenia gen. von Hindenburga to między innymi
- Komandor Orderu Hohenzollernów z mieczami na wstędze wojennej
- Krzyż Żelazny I klasy
- Krzyż Żelazny II klasy
- Kawaler I klasy Orderu Fryderyka (Wirtembergia)
- Krzyż Zasługi Wojennej I klasy (Brunszwik)
- Krzyż Fryderyka Augusta I klasy (Oldenburg)
- Krzyż Zasługi Wojennej (Lippe)
- Lubecki Krzyż Hanzeatycki (Lubeka)
- Krzyż Zasługi Wojskowej II klasy (Austro-Węgry)\
- Order Półksiężyca (Imperium Osmańskie)